# BayLab

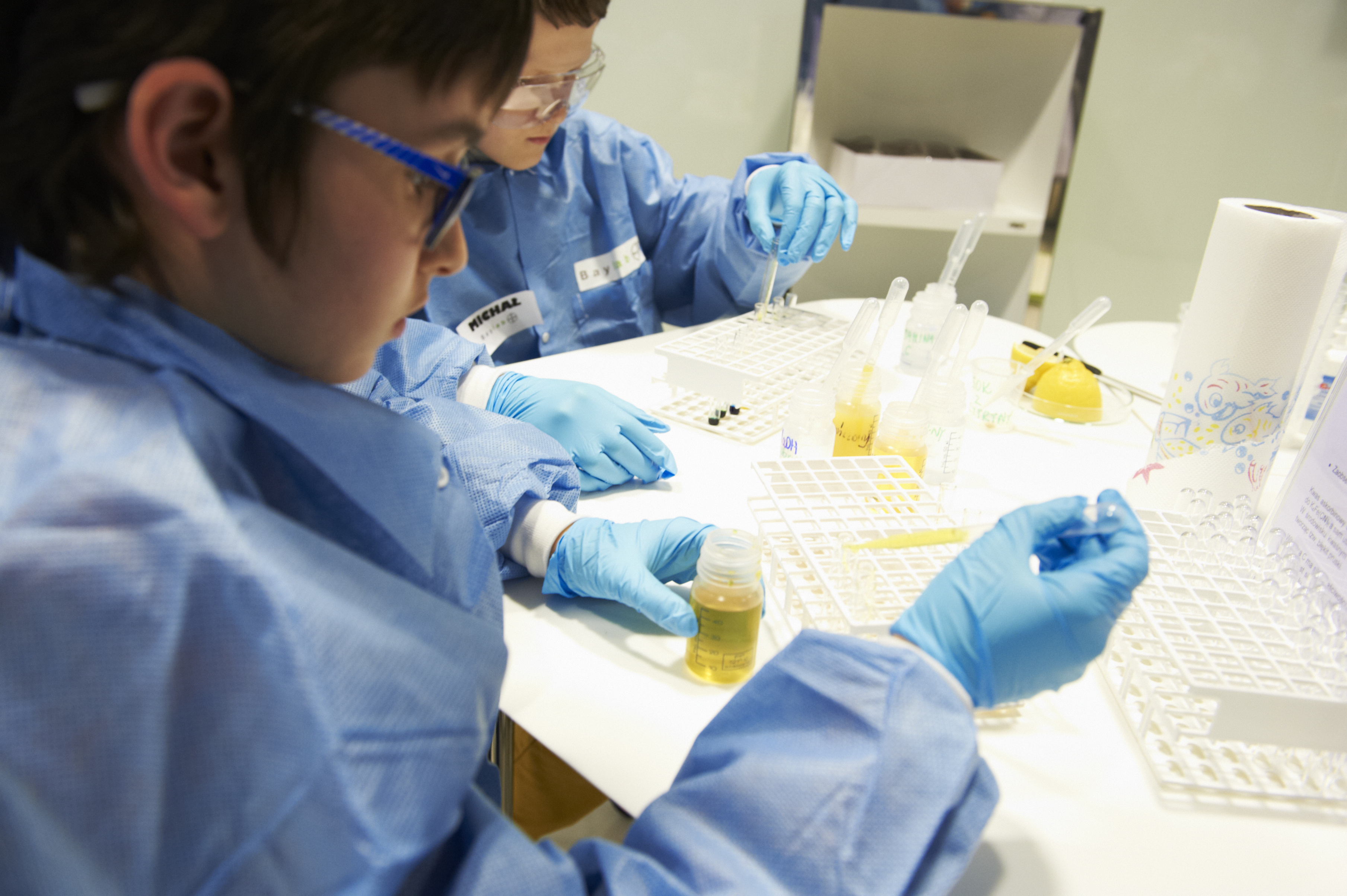
Warsztaty w BayLab

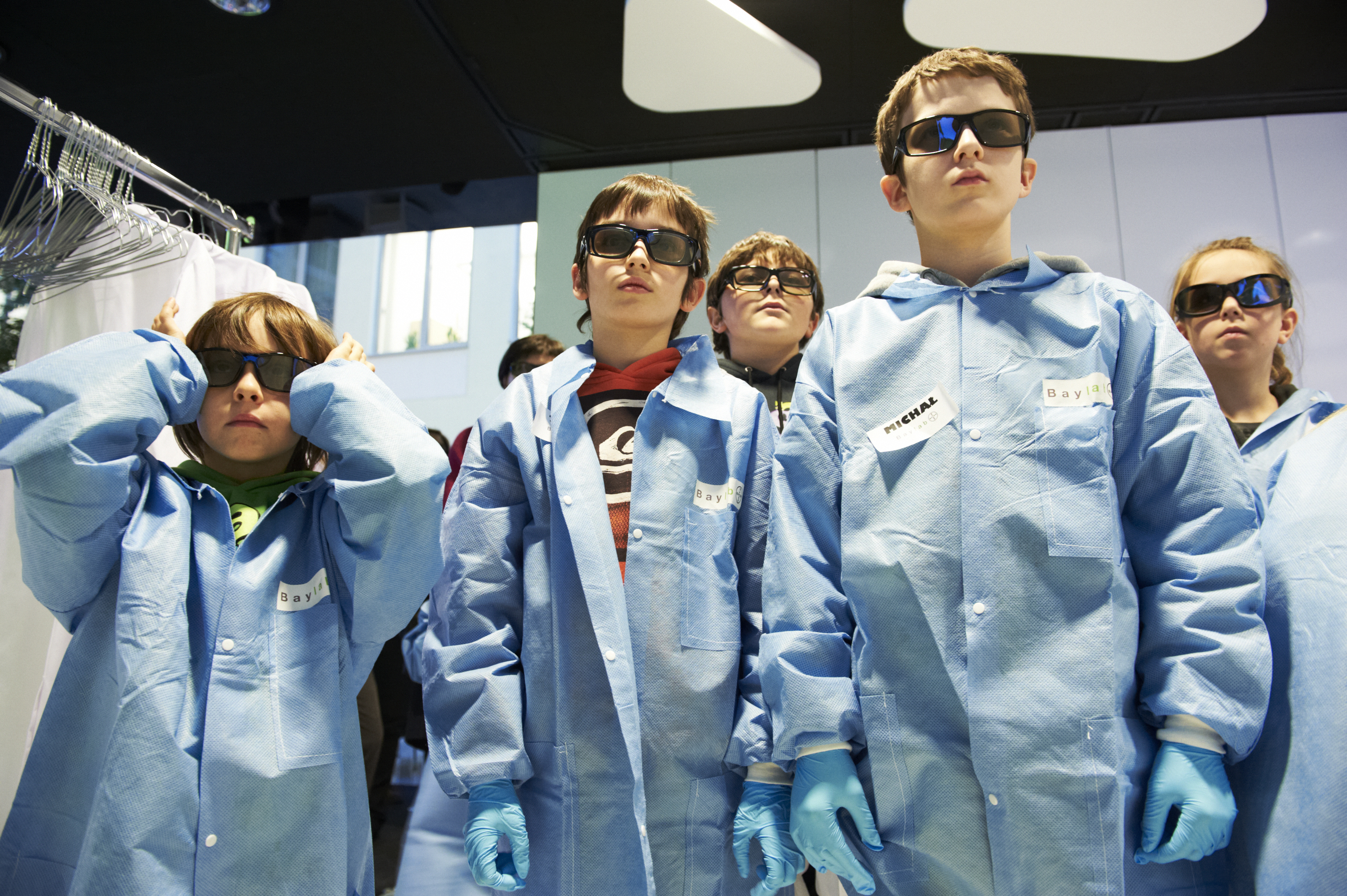
BayLab – film 3D

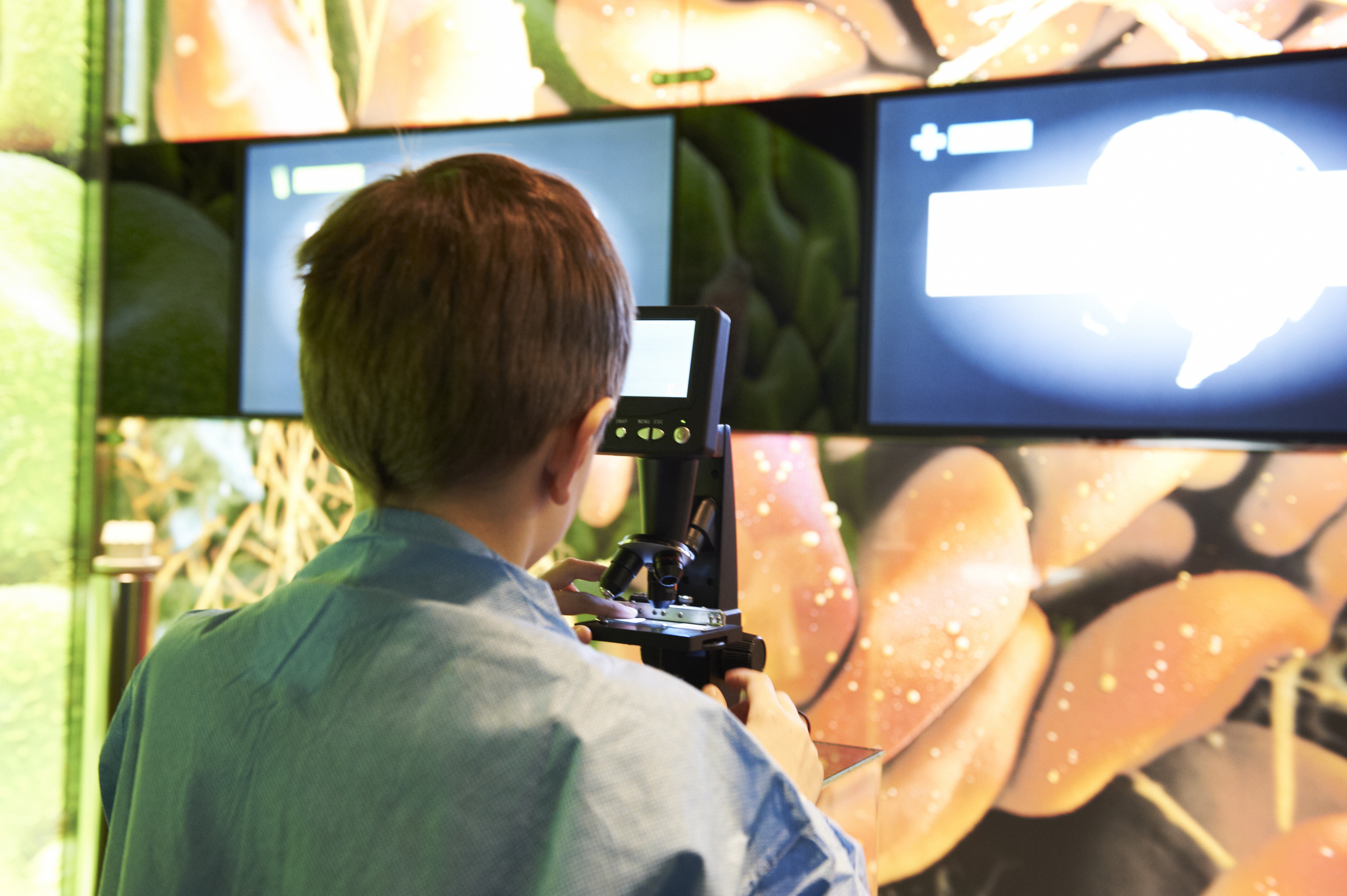
BayLab – mikroskopy

BayLab – multimedialny salon popularnonaukowy w Warszawie przy Al. Jerozolimskich 158, stworzony przez spółkę Bayer jako element programu promocji nauki i innowacyjności Making Science Make Sense. W BayLabie cyklicznie organizowane są zajęcia dla dzieci (od 8 roku życia), młodzieży i dorosłych, w formułach: warsztatów edukacyjnych (dla szkół) oraz Naukowych Czwartków (dla uczestników indywidualnych).

## Tematy zajęć
W BayLab odbywają się warsztaty edukacyjne prezentujące tematy z zakresu ochrony zdrowia, ochrony roślin oraz zaawansowanych tworzyw:
- Witaminy w naszym pożywieniu
- Rośliny uprawne, głód, środki ochrony roślin
- Mój zwierzak ma pchły
- Dlaczego woda pitna jest tak cenna
- Zupa, pompa i odrobina hydrauliki, czyli krew, serce i krążenie
- Co potrafią nasze oczy, gdy są zdrowe i czego nie potrafią, gdy zachorują?

## Naukowe Czwartki
Naukowe Czwartki to warsztaty otwarte dla zarejestrowanych dzieci od 8 roku życia z opiekunami. Kalendarz zajęć odbywających się w ramach Naukowych Czwartków udostępniony jest wraz z formularzem rejestracji na stronie projektu.

## Dodatkowe informacje
Warszawski BayLab to drugie tego typu miejsce w Europie (po Niemczech). Patronat nad BayLabem objęły: Ministerstwo Nauki i Szkolnictwa Wyższego, Politechnika Warszawska, Warszawski Uniwersytet Medyczny oraz portal CrazyNauka.pl
. BayLab złożony jest z dwóch części – laboratoryjnej i multimedialnej. W pierwszej można samodzielnie przeprowadzić doświadczenia z wykorzystaniem sprzętu laboratoryjnego oraz odczynników. Wśród proponowanych eksperymentów znalazły się m.in. badanie zawartości witaminy C w owocach i warzywach, symulacja składu krwi, poznawanie układu krążenia i działania serca. Część multimedialną wypełnia stół dotykowy z aplikacjami o ochronie zdrowia, ochronie upraw i zaawansowanych tworzywach. Za pomocą mikroskopów z wyświetlaczami LCD można zaobserwować szczegóły komórek, tkanek i narządów, owadów i roślin. Wyświetlane są także filmy ukazujące znaczenie nauki dla polepszania życia.